# جان پاپل
سر جان آنتونی پاپل (به انگلیسی: Sir John Anthony Pople) ‏ (۳۱ اکتبر، ۱۹۲۵–۱۵ مارس، ۲۰۰۴)
شیمیدان انگلیسی بود که در برنهام، سامرست، انگلستان زاده شد. جایزه نوبل شیمی در سال ۱۹۹۸ «برای توسعه قضیه‌های هوهنبرگ-کوهن» به‌طور مشترک به او و والتر کوهن اهدا شد.